# Saint-Menges
Saint-Menges es una comuna francesa situada en el departamento de Ardenas, en la región de Gran Este.

## Demografía
| 1154 | 1133 | 1058 | 976 | 964 | 996 | 938 |
| Para los censos de 1962 a 1999 la población legal corresponde a la población sin duplicidades (Fuente: INSEE [Consultar]) |      |      |     |     |     |     |